# 李治運
李治運（1710年—1771年），字甯人、寧人，江蘇省蘇州府吳江縣（今江蘇省蘇州市吳江縣）人，清朝政治人物、進士出身。

## 生平
雍正八年，登進士，改刑部額外主事上行走。雍正十一年，任刑部右審司主事。后升任刑部員外郎、禮部儀制司郎中。乾隆六年，任廣西鄉試正考官、山東學政、翰林院編修。后改任陝西榆林府知府、湖北武昌糧儲道	。乾隆十七年，任安徽按察使，管理浙江溫處道事務。乾隆二十三年，任浙江按察使，著有《漪亭集》。有子李會辰。

## 家族
父李重華。